# Berna Carrasco
Pour les articles homonymes, voir Carrasco.
Berna Carrasco Araya de Budinich (19 décembre 1914, San Bernardo, Région Métropolitaine de Santiago, Chili - 7 juillet 2013, Santiago, Région Métropolitaine de Santiago, Chili) est une joueuse d'échecs chilienne.

## Biographie et carrière
Elle participe au Championnat du Monde Féminin de Buenos Aires de 1939, où elle obtient une étonnante troisième place, derrière la championne du monde Vera Menchik et la joueuse allemande Sonja Graf. Carrasco reçoit le titre de maître international féminin en 1954. Elle se marie avec Pedro Antonio Vladimiro Budinich Raguzin avec qui elle a deux enfants.